# تشارلز لويس (صحفي)
تشارلز لويس (بالإنجليزية: Charles Lewis)‏ هو صحفي أمريكي، ولد في 30 أكتوبر 1953.